# یبغو
یبغو ( به زبان رومی: yabγu،  چینی ساده شده: 叶护؛ چینی سنتی: 葉護؛ پین‌یین: Yèhù)، همچنین به صورت Jabgu، Djabgu یا Yabgu ترجمه شده‌است،به یکی از مقامات دولتی ترک در سده‌های نخستین گفته می‌شد و تقریباً معادل نایب السلطنه است. این عنوان دارای خودمختاری در درجات گوناگون بود و پیوندهای آن با اقتدار مرکزی خاقان از پیروی اقتصادی و سیاسی تا احترام سیاسی سطحی متفاوت بود. این عنوان را نیز شاهزادگان ترک در نواحی فرارود در دوران پس از هفتالیان نیز یدک می‌کشیدند.
مقام یبغو به طور سنتی به دومین عضو بلند پایه یک طایفه حاکم (آشینا) داده می شد که نخستین عضو آن خود خاقان بود. غالباً یبغو برادر کوچکتر خاقان حاکم یا نماینده نسل بعدی به نام شاد (شاهزاده خونی) بود. محمود کاشغری عنوان یبغو را «موقعیت دو پله پایین‌تر از خاقان» تعریف کرد و وارث شاد را یک پله بالاتر از یبغو فهرست کرد.